# 匹茲堡睡眠質量指數
匹茲堡睡眠質量指數（英語：Pittsburgh Sleep Quality Index）是一種自我報告問卷調查，用以評估一個月內的睡眠質素。測試包括19項獨立指標，形成7個數據構建最終分數，測試需時約5至10分鐘完成。問卷由匹茲堡大學的研究人員設計， 為診治人員和研究人員提供簡單而標準的睡眠測試，並對不同類別的人進行評估。問卷被多方面使用，包括研究和診症，被用作診斷睡眠障碍。診治研究顯示，匹茲堡睡眠質量指數對部分睡眠問題的測量為可信和真確，但這傾向於自我報告的睡眠問題和焦慮徵狀而未能反映活動紀錄。

## 發展與歷史
匹茲堡睡眠質量指數由布瑟與同事於1988年設計，目的是創建一個標準的方法來收集關於人們睡眠習慣的客觀資料，提供更清晰的指標，讓診治人員和病人都可以使用。此指數被廣泛用於評估睡眠如何與睡眠障礙、抑鬱症和躁鬱症相互影響。

## 評分
匹茲堡睡眠質量指數測試包含19項指標，涵蓋睡眠的不同方面，最終提供7個組合分數和1個綜合分數。7個組合分數包括睡眠質素、入睡耗時、睡眠時長、習慣性睡眠效率（即在床上睡覺時間的百分比）、睡眠障礙、安眠藥的使用情況和白天功能障礙。
每項指標均在0至3之間評分。而最終的綜合評分則由7項組合分數相加而成，總分落在0至21之間，其中較低分數代表較健康的睡眠質素。
傳統上，每項指標會被相加計算出總分，評估整體的睡眠質素。而統計分析顯示，單看三項因素亦有幫助，包括睡眠效率（使用睡眠時長和睡眠效率計算）、感知睡眠質素（使用客觀睡眠質素、入睡耗時和安眠藥使用情況作計算）和每天的障礙（使用睡眠障礙和白天功能障礙作計算）。

## 信度
| 標準                         | 評分（足夠、良好、優秀、太好） | 解釋                                                                   |
| ---------------------------- | ------------------------------ | ---------------------------------------------------------------------- |
| 規範                         | 待審                           | 待審                                                                   |
| 內部一致度（克隆巴赫係數等） | 足夠                           | 根據元分析，九項研究顯示其克隆巴赫係數大過等於0.70。                   |
| 評分者間信度                 | 待審                           | 匹茲堡睡眠質量指數是比較上新的測試，未有足夠的研究評估其評分者間信度。 |
| 重測試信度                   | 足夠                           | 兩項研究顯示，組內相關系數在幾星期內大過等於0.70。                     |
| 測試重複度                   | 待審                           | 與評分者間信度一樣，研究數據不足。                                     |

## 效度
| 標準                                 | 評分（足夠、良好、優秀、太好） | 解釋                                                                         |
| ------------------------------------ | ------------------------------ | ---------------------------------------------------------------------------- |
| 內容效度                             | 足夠                           | 匹茲堡睡眠質量指數的七項組合分數顧慮到睡眠質素的不同方面。                   |
| 建構效度（例如預測效度、並發效度等） | 良好                           | 評估顯示其與睡眠有很大的關連性，與其他不相關的意象則關連性低。               |
| 分歧效度                             | 良好                           | 睡眠質素好和差的人員在匹茲堡睡眠質量指數上的差距很大。                       |
| 效度概括                             | 待審                           | 匹茲堡睡眠質量指數被用於非臨床人口，但有同樣睡眠指數的兩人可能有不同的症狀。 |
| 治療敏感度                           | 待審                           | 原本的研究顯示其有百分之89.6的敏感度，但未有足夠研究判斷其總體敏感度。       |
| 臨床效用                             | 待審                           | 待審                                                                         |

## 影響
匹茲堡睡眠質量指數被研究人員用在從青少年到晚年的人，基於其累積了大量研究證據，其被多個獨立評論推薦。指數除了信度和效度得到保證外，其簡潔和因免費而提高的可訪問性亦使其在臨床實驗的潛力增加。直至現在，其已被翻譯成56種語言。

## 限制
匹茲堡睡眠質量指數與其他自我報告的測驗一樣，分數很容易被使用者放大或縮小。與其他所有問卷一樣，管理的方法會影響最終分數。其是相對較新的方法，因此未有足夠調查判斷全部心理測量。

## 外部連結
- 匹茲堡睡眠質量指數的PDF版本 （页面存档备份，存于）